# 제갈량의 남정
제갈량의 남정(諸葛亮- 南征) 또는 남중 평정전(南中平定戰)은 삼국 시대 촉한의 승상 제갈량이 225년 대군을 이끌고 남만 지역을 정벌하고 남만의 왕 맹획의 항복을 얻어낸 사건이다. 소설 《삼국지연의》에서는 각종 허구 인물들과 사건이 많이 등장한다. 사서에서는 남중 지방(익주 남쪽의 월수, 장가, 익주, 영창 4군)의 난을 평정한 것으로 나오며, 《삼국지》, 《화양국지》 등에 관련 기록이 보인다.

## 남중 4군의 반란
남중 4군은 한나라의 익주자사부의 관할을 받는 군 중 남쪽에 있는 월수·장가·익주·영창(永昌) 4군을 가리키는 지역이다. 이 지역에서 촉한과 그 전신인 유비 정권의 통치를 따르지 않고 반기를 든 사례는 이미 건안 23년(218년) 이후에 나타나며, 월수군의 비한족계 민족의 수장 고정이 광한군 최남단의 현인 신도현을 포위했으나, 건위태수 이엄의 공격을 받아 격파당했다.
건안 말기, 익주군의 호족 옹개는 손권 측의 교지태수 사섭의 유도를 받아, 익주태수 정앙(正昻)을 살해하고, 후임 장예는 사로잡아 손권에게 압송했다. 손권은 옹개를 영창태수로 임명하였으며, 한편 이미 죽은 옛 익주목 유장의 아들 유천(劉闡)을 익주자사로 삼아 교주와 익주의 경계에 두었다.
장무 3년(223년), 유비가 죽자 고정은 월수태수 초황(焦璜)을 죽이고 군을 들어 스스로 왕이라 칭하여 모반했다. 유비가 죽었으므로 제갈량은 남쪽으로 병사를 더 보낼 수가 없어서, 공록(龔祿)을 월수태수로 파견하여 안상현에서 통치하게 했고, 익주종사 상기(常頎)를 부남으로 들여보냈다. 유비가 죽었다는 소식을 들은 옹개는 더욱 교만해져, 도호 이엄이 편지를 보내 회유하려 했으나 옹개는 다음과 같은 답을 보냈다.“듣기에 하늘에는 두 해가 없으며, 선비에게는 두 임금이 없다는데, 천하가 정립하여 정월이 셋이니, 먼 곳에 있는 사람으로써는 두렵고 당혹하여 어디로 돌아갈지 알지 못합니다.” 한편, 익주의 비한족들이 옹개를 따르지 않자, 옹개는 익주군 사람 맹획으로 이족과 수족을 회유하게 했고, 맹획은 촉한에서 이민족들에게 터무니없는 공물을 부과한다는 말을 퍼트리니 마침내 비한족들이 옹개를 좇았다.
영창태수가 된 옹개를 영창군의 오관연공조 여개와 군승 왕항이 군의 경계를 닫아걸고 저항하여 받아들이지 않자, 옹개는 격문을 보내 이들을 회유하려 했으나 여개 등이 받아들이지 않고 영창군의 군민들이 여개를 신임하여, 옹개는 영창군을 핍박했으나 태수로 부임할 수 없었다.
한편, 상기가 장가군에 이르러 주부를 조사하려 하자, 장가군승으로 장가태수를 대리하는 주포가 이 틈을 타 상기를 죽이고 모반했다. 건흥 3년(225년), 장가태수 주포가 모반했다. 주포의 모반에 대해서 《위씨춘추》에서는 익주종사 상방(常房)이 소속 부를 순행하다 주포의 속셈을 알아차리고 주포의 주부를 심문하여 죽이자, 주포가 분노하여 상방을 죽이고 상방이 모반했다고 무고하였으며, 제갈량은 상방의 일족들을 처벌하여 주포를 회유하려 했으나 주포가 잘못을 뉘우키기는커녕 도리여 모반하여 옹개에 붙었다고 서술했으나, 배송지는 주포가 무고한 것인데 무죄한 자(상방의 일족들)를 죽여 간특한 자(주포)를 기쁘게 했을 리 없다고 이 기록을 비난했다.

## 진압
제갈량은 등지를 파견하여 옹개의 반란을 유도한 손권과 우호를 맺었고, 또 옹개가 사로잡아보낸 옛 익주태수 장예를 석방시켜 촉한으로 회송하는 교섭에 성공했다.
건흥 3년(225년) 3월, 제갈량은 마침내 남쪽의 반란을 평정하고자 출진했다. 월수군에 진입한 후, 따로 마충은 장가태수를 겸하게 하여 장가군을 치게 했고, 내강도독 이회는 익주군으로 파견했다. 고정은 정착(定笮), 비수(卑水)에 많은 보루를 쌓고 지키려고 했으나, 제갈량은 고정이 그 무리를 모으기를 기다렸다가 아울러 토벌했다. 한편 이회는 익주군으로 들어갔다가 곤명에서 적에게 포위당했는데, 적이 이회군의 두 배였고, 제갈량과도 소식이 끊겼다. 이회는 남중 사람들에게 군량이 다 되었고 돌아갈 수도 없게 되었으니 장차 함께 모반을 일으키겠다고 했다. 익주군 사람들은 이를 믿고 포위를 느슨하게 하도록 만들었고, 출격하여 크게 무찌르고 남쪽으로는 반강(槃江), 동쪽으로는 장가군에까지 이르렀다. 마충은 장가를 토벌했다. 남쪽의 반란군 사이에서는 동요가 일어나, 고정의 부곡이 옹개를 살해했다. 제갈량은 주포를 베었다.
맹획이 옹개를 대신하여 왕이 되었다. 여름 5월, 제갈량은 맹획이 비한족과 한족 모두 복종하는 인물이라 함을 듣고 노수(瀘水)를 건너 맹획을 생포하여 군중에 두고, 자신의 진영을 두루 둘러보게 했다. 맹획은 제갈량이 묻자 자신은 지난번에는 이쪽의 허실을 알지 못해서 졌으나 지금 진영을 다 둘러보았으니 다음에는 쉽게 이기리라고 했다. 제갈량은 맹획을 풀어주고 다시 잡았는데, 일곱 번 풀어주고 일곱 번 사로잡았다. 맹획은 제갈량에게 완전히 심복하여, 다시는 반란을 일으키지 않겠다고 다짐했다.

## 평정 후
가을, 남중은 평정되었다. 익주군을 건녕군으로 개칭하고, 이회를 태수로 삼았으며 안한장군을 더했다. 건녕군과 월수군의 몇 현을 나누어 운남군을 설치했고, 여개를 태수로 임명했다. 건녕군과 장가군의 몇 현을 나누어 흥고군을 설치했고, 마충을 장가태수로 임명했다. 12월, 제갈량이 남정을 끝내고 귀환했다. 또 건녕군 사람 찬습(爨習), 주시군 사람 맹염, 맹획을 데려와 관직에 임명했다.
한편, 앞서 손권이 익주자사로 파견한 유천은 오나라로 귀환했다.

## 소설 《삼국지연의》에서의 묘사
224년 여름 제갈량은 익주의 늙은 장수 옹개가 남만의 왕 맹획과 결탁해 10만 대군을 이끌고 남부 지방에서 반란을 일으켰다는 소식이 들리자 조운을 성도로 불러들이고 군마를 정비해 남만을 정벌할 채비를 한다.
그리고 225년 맹획이 10만 대군을 일으켜 경계를 침범하고 건녕 태수 옹개와 장가 태수 주포, 월준 태수 고정 등이 이에 가담한다. 오로지 영창 태수 왕항만이 부하 공조 여개와 함께 항복하지 않고 끝까지 저항하고 있었다.
그러자 제갈량은 간의대부 왕련의 반대를 물리치고 황제 후주를 설득하며 직접 남만으로 가겠다고 선언한다. 그리고 장완을 참군으로, 비의를 장사로, 동궐과 번건을 연사로, 조운과 위연을 대장으로, 왕평과 장익을 부장으로 삼고 수십 명의 서천 장수와 50만 대군을 일으켜 익주를 향해 떠나고 도중 촉의 옛 맹장이던 관우의 셋째 아들 관색과도 합류한다.(당시의 상황으로 보아 50만의 병력은 신빙성이 없다. 1차 북벌 당시 동원했던 병력이 오와의 접경지역의 수비군까지 포함하여 6만이었던 점을 감안하면 이 당시 위에 대한 변방수비군은 놔둬야 했으므로 4만 정도의 병력으로 추정된다.)
이에 옹개는 고정, 주포 등과 상의해 각각 5 ~ 6만의 군사를 거느리고 고정은 가운데, 옹개는 왼쪽, 주포는 오른쪽으로 촉군을 막을 태세를 갖추고 고정은 부하 악환을 선봉으로 세운다. 제갈량이 익주 경계에 다다르자 선봉장 위연과 부장 장익, 왕평이 악환의 군사와 맞닥뜨린다.
그러나 악환은 위연을 추격하다가 장익과 왕평의 협공으로 사로잡히고 제갈량의 명령으로 고정을 설득하도록 명령한다. 그러자 옹개는 직접 3만 군사를 이끌고 나가지만 패배해 후퇴하고 옹개와 고정은 다시 두 길로 군사를 나눠 촉군을 공격했으나 위연 등의 매복에 걸려 군사를 태반이나 잃었다.
제갈량은 반간계를 써 악환에게 설득된 고정을 옹개의 영채를 공격하도록 하고 결국 옹개는 악환에 의해 살해당하고 주포도 고정과 악환의 공격으로 악환에게 살해당한다. 제갈량은 고정을 익주 태수로 삼아 세 고을을 다스리게 하고 악환을 아장으로 삼았으며 옹개 등에 맞서 계속 저항하던 영창에 입성해 태수 왕항 등을 만나 여개를 행군교수 겸 향도관에 봉한다.
이로써 촉나라의 반란 세력들을 모두 평정하고 마량의 동생 마속의 지원군과도 합류한다. 촉군이 남만의 영내로까지 진격하자 남만의 왕 맹획은 각 동의 추장들을 소집해 제1동은 금환삼결 원수, 제2동은 동도나 원수, 제3동은 아회남 원수 등을 불러 세 길로 나누고 15만 명의 군사를 주어 제갈량을 치게 한다.
그러나 조운과 위연이 정예병 5000명을 이끌고 금환삼결을 기습해 금환삼결은 조운에게 죽고 남은 만병들과 동도나와 아회남도 왕평과 마충의 협공으로 패하고 결국 장익, 장의에게 사로잡힌다. 제갈량은 동도나와 아회남을 돌려보내고 이에 맹획이 직접 군사를 이끌고 맞선다.
맹획은 왕평과 관색을 추격하지만 도중 장의와 장익이 협공하고 달아났던 왕평, 관색도 반격하면서 결국 맹획은 패하고 도주 중 조운의 습격으로 다시 군사를 크게 잃고 위연에게 사로잡힌다. 그러나 맹획이 항복하지 않자 제갈량은 맹획을 풀어준다.
맹획은 다시 각 동의 추장들을 소집하고 만병들을 수습해 10만 명의 군사를 모았다. 그리고 노수 남쪽에 토성을 쌓고 촉군을 기다렸다. 이에 제갈량은 마대를 보내 협산욕을 점령하게 하고 맹획의 진채로 진군한다. 그러자 맹획은 부장 망아장에게 군사 3000명을 주어 맞서나 마대에게 단번에 죽고 만다.
동도나 역시 3000명의 군사를 이끌고 마대를 공격하나 제갈량의 옛 정으로 물러나고 맹획은 이를 의심해 동도나에게 곤장 100대의 형을 내린다. 이에 불만을 품은 동도나는 다른 추장들과 함께 맹획을 붙잡아 제갈량에게 데려가지만 이번에도 맹획은 거절해 풀려난다.
맹획은 다시 진채로 돌아와 도부수들로 동도나와 아회남을 살해하고 동생 맹우를 불러 후한 예물을 제갈량에게 보내고 그 틈을 타 제갈량의 진채를 기습한다. 그러나 이를 간파한 제갈량의 계책으로 왕평, 위연, 조운의 협공으로 패하고 마대에게 사로잡힌다.
이번에도 다시 풀려난 맹획은 은갱동으로 가 보물을 가지고 8번 93전과 그밖의 남만 고을을 돌며 정병 수십만을 모아 제갈량에 맞서지만 결국 패하고 위연에게 사로잡혔다가 풀려난다. 맹획은 동생 맹우의 건의로 타사대왕을 만나 독룡동에 주둔했다.
제갈량은 왕평을 독룡동으로 보냈으나 독룡동의 독한 기후로 많은 군사가 사상당한다. 다행히 제갈량은 맹획의 형 맹절의 도움으로 독룡동을 함락시킨다. 한편 독룡동 서쪽의 은야동의 21동주 양봉은 다섯 아들과 군사 3만 명을 이끌고 맹획을 도와주러 오는 척하면서 맹획과 타사대왕을 사로잡아 제갈량에게 바친다.
그러자 이번에도 맹획을 풀려나와 맹획의 처남 대래동주의 건의로 팔납동의 동주 목록대왕에게 도움을 요청한다. 그리고 타사대왕을 삼강성으로 보내 촉군에 맞서게 했으나 제갈량은 조운과 위연을 보내 삼강성을 함락시키고 전투 도중 타사대왕이 전사한다.
그러자 맹획의 아내 축융부인이 나서 촉장 장의와 마충을 사로잡았으나 다음날 조운과 위연을 요격하다가 매복에 걸려 사로잡히고 만다. 제갈량은 축융부인과 마충, 장의를 교환하고 목록 대왕은 맹수들을 꾀어 촉군을 공격했으나 제갈량은 목각 짐승을 만들어 이를 물리치고 목록대왕을 죽인 뒤 은갱동을 점령한다.
맹획은 가족들과 함께 도망치나 처남 대래동주에게 붙잡혀 다시 제갈량에게 왔다가 풀려난다. 맹획은 남은 만병 1000명을 수습하고 마지막 방법으로 동남쪽으로 700리 떨어진 오과국의 왕 올돌골에게 구원을 요청한다. 올돌골은 부장 토안과 해니, 강한 등나무 갑옷을 입은 군사 3만 명을 이끌고 진군한다.
이에 위연이 이를 요격했으나 패하자 제갈량은 오과국 군대를 반사곡으로 유인한 뒤 화약을 폭발시켜 오과국 군대를 무찌른다. 이로써 올돌골과 토안, 해니 등 오과국 군대가 전멸하고 맹획은 장의, 마충에게 협공을 당해 사로잡혀 제갈량에게로 끌려온다.
마침내 맹획은 제갈량에게 항복하고 제갈량은 군사를 물려 회군한다. 촉군은 영창에 당도해 제갈량은 왕항과 여개에게 4군을 지키도록 한 뒤 성도로 돌아온다. 이로써 남만을 평정되고 이때부터 먼 변방에서 조공을 바쳐왔는데 그 수가 무려 200곳에 이르렀다고 한다.